# Yutaka Akita
Yutaka Akita (jap. 秋田 豊, Akita Yutaka; * 6. August 1970 in Nagoya) ist ein ehemaliger japanischer Fußballspieler und -trainer.

## Karriere

### Spieler

#### Verein
Von 1993 bis 2003 spielte er bei den Kashima Antlers. Mit den Antlers wurde er viermal japanischer Meister. Zweimal gewann er mit dem Klub den japanischen Pokal und dreimal den Ligapokal. Für die Antlers absolvierte er über 300 Ligaspiele. 2004 wechselte er für drei Jahre zum Ligakonkurrenten Nagoya Grampus. 2007 verpflichtete ihn der Zweitligist Kyōto Sanga. Am Ende der Saison beendete er seine Karriere als aktiver Fußballspieler.

#### Nationalmannschaft
1995 debütierte Akita für die japanische Fußballnationalmannschaft. Mit der japanischen Nationalmannschaft qualifizierte er sich erfolgreich für die Fußball-WM 1998, Fußball-WM 2002. Akita bestritt 44 Länderspiele und erzielte dabei vier Tore.

### Trainer
Am 1. Februar 2008 übernahm er den Co-Trainer Posten bei seinem letzten Verein Kyōto Sanga. Diesen hatte er bis Ende Juli 2010 inne. Am 27. Juli 2010 unterschrieb er einen Vertrag als Cheftrainer bei Sanga. Hier stand er bis Januar 2011 unter Vertrag. Die Saison 2012 arbeitete er als Co-Trainer beim Zweitligisten Tokyo Verdy unter Vertrag. Nach der Saison übernahm er die Stelle des Cheftrainers beim Viertligisten FC Machida Zelvia in Machida. Hier stand er bis Juni 2013 18-mal an der Seitenlinie. Am 1. Februar 2020 unterschrieb er Cheftrainer einen Vertrag beim Drittligisten Iwate Grulla Morioka. Am Ende der Saison 2021 feierte er mit dem Verein die Vizemeisterschaft und den Aufstieg in die zweite Liga. Nach nur einem Jahr musste er am Saisonende 2022 wieder als Tabellenletzter wieder in die dritte Liga absteigen. Nach der Saison übernahm er bei Iwate das Amt des Geschäftsführers.

## Erfolge

### Spieler
- Japanischer Meister: 1996, 1998, 2000, 2001
- Japanischer Pokalsieger: 1997, 2000
- Japanischer Ligapokalsieger: 1997, 2000, 2002

### Trainer
Iwate Grulla Morioka
- J3 League: 2021 (Vizemeister)  ▲

## Auszeichnungen

### Spieler
- J. League Best Eleven: 1997, 1998, 2000, 2001